# La lápida (relato de Ray Bradbury)
La lápida (título original en inglés: The Tombstone) es un relato corto de Ray Bradbury publicado originalmente en la revista Weird Tales de marzo de 1945.

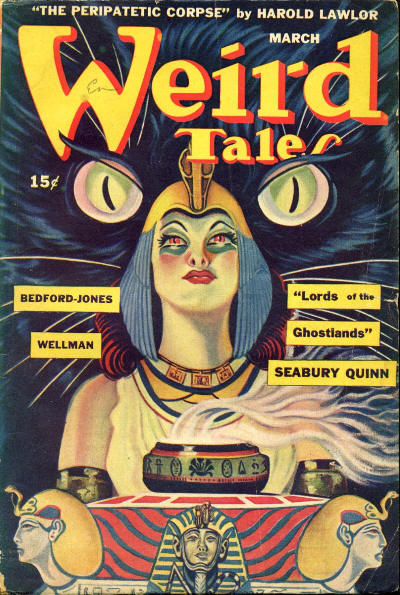
Portada de Weird Tales de marzo de 1945

En 1947 es incluido en el libro recopilatorio de relatos Dark Carnival
y es reeditado, junto a otros doce relatos de este libro, en 1962, en la antología The Small Assassin.
En 1988 también aparece en la recopilación The Toynbee Convector.

## Argumento
Un matrimonio de viaje llega a una ciudad donde deciden pernoctar. Encuentran una habitación en cuyo interior hay una lápida, propiedad del anterior inquilino, quien ha dejado la habitación y ha de venir al día siguiente a por ella.
La superstición de la mujer, Leota, no es suficiente para que su marido, cansado del viaje, no acepte la habitación, aunque ella no conseguirá dormir tranquila.

## Adaptación televisiva
El propio autor adaptó el cuento para la serie de televisión The Ray Bradbury Theater. El episodio The Tombstone se emitió en Canadá el 30 de octubre de 1992. Dirigido por Warrick Attewell está interpretado por Shelley Duvall, Ron White y Desmond Kelly.